# Jenny Randerson
Jennifer Elizabeth Randerson, baronne Randerson, dite Jenny Randerson, née le 26 mai 1948 et morte le 4 janvier 2025, est une femme politique libérale démocrate britannique, membre de la Chambre des lords.
Elle est ministre subalterne au bureau du Pays de Galles au sein de la coalition Cameron-Clegg. Avant sa pairie, elle est membre de l'Assemblée galloise pour Cardiff Central de 1999 à 2011 et sert dans le gouvernement Travailliste gallois - Libéraux-démocrates gallois de 2000 à 2003.
Elle est une ancienne conseillère de Cardiff pour Cyncoed. En 2019, elle est nommée chancelière de l'Université de Cardiff.

## Jeunesse
Randerson fait ses études au Bedford College, Université de Londres, et obtient un BSc en Physiologie et Biochimie, en 1983. Elle est conseillère à Cardiff de 1983 à 2000 et chargée de cours au Cardiff Tertiary College. Elle dirige l'opposition officielle au Conseil à Cardiff pendant quatre ans. Elle présente « Creative Future », une stratégie culturelle pour le pays de Galles et « Iaith Pawb », une stratégie pour la diffusion de la langue galloise.

## Assemblée nationale du pays de Galles
Randerson est élue membre de l'Assemblée galloise pour Cardiff Central aux élections de l'Assemblée de 1999 en battant le candidat travailliste Mark Drakeford. Elle est ministre de la Culture, des Sports et de la Langue galloise au sein du gouvernement du partenariat Libéral-démocrate / Travailliste de 2000 à 2003. Elle est vice-première ministre galloise par intérim du 6 juillet 2001 au 13 juin 2002. Elle est chargée de la Santé et services sociaux; Porte-parole de l'égalité des chances et des finances pour les libéraux démocrates gallois lors de la deuxième assemblée. Elle préside les commissions des travaux de l'Assemblée et du Règlement pendant la deuxième Assemblée.
Randerson se présente pour le leadership des libéraux démocrates gallois en 2008, mais est battue par Kirsty Williams qui gagne avec 60% contre 40% à Jenny sur le vote de tous les membres. Lors de la troisième Assemblée, Jenny Randerson est la porte-parole des libéraux démocrates sur l'éducation, les transports et l'économie. Elle ne se représente pas aux élections de l'Assemblée de 2011, Nigel Howells — son successeur libéral-démocrate, ayant été battu de justesse par Jenny Rathbone.

## Chambre des lords
Le 27 janvier 2011, elle est créée pair à vie en tant que baronne Randerson, de Roath Park dans la ville de Cardiff et est présentée à la Chambre des lords le 31 janvier 2011 et siège sur les bancs libéraux démocrates. Le 4 septembre 2012, elle est nommée sous-secrétaire d'État parlementaire au bureau du Pays de Galles.
La baronne Randerson est la première femme libérale démocrate galloise à occuper un poste ministériel à Westminster et la première libérale galloise à occuper un poste ministériel depuis Gwilym Lloyd George en 1945. 